# Nieukerken-Waes
Pour les articles homonymes, voir Nieuwkerke et Waas.
Nieukerken-Waes, en néerlandais Nieuwkerken-Waas, est une section de la ville belge de Saint-Nicolas située en Région flamande dans la province de Flandre-Orientale. C'était une commune à part entière avant la fusion des communes de 1977. 
Elle se situe dans le Pays de Waes d'où elle doit la deuxième moitié de son nom. 

## Démographie

### Évolution démographique
- Sources : INS, Rem. : 1831 jusqu'en 1970 = recensements, 1976 = nombre d'habitants au 31 décembre[3].

## Histoire
En 1987 se produisit non loin du village la collision aérienne de Saint-Nicolas qui fit 9 morts.